# Pardalotus quadragintus
Pardalotus quadragintus là một loài chim trong họ Pardalotidae.